# 右贤王 (握衍朐提单于之弟)
右贤王（？—前57年），中國西汉年间匈奴握衍朐提单于之弟，名不詳，握衍朐提单于即位后，封為右贤王。
握衍朐鞮單于原來在虛閭權渠單于在位時擔任右贤王，前60年，自己即位後，以弟弟接任右贤王。前58年，呼韩邪单于击敗握衍朐鞮单于，派人求救于右贤王：“匈奴人一起攻打我，你肯发兵助我嗎？”右贤王說：“你不爱下屬，杀兄弟贵人。你自己死在你的地方，不要来牽連我。”握衍朐鞮单于自杀。左大且渠都隆奇逃亡右贤王處，其民众尽降呼韩邪单于。當年冬天，都隆奇与右贤王一起立日逐王薄胥堂为屠耆单于，发兵数万人东向襲擊呼韩邪单于。呼韩邪单于败走。前57年秋，西方呼揭王来和唯犁当户說右贤王的壞話，說他想自立为乌藉单于。屠耆单于杀死了右贤王父子。后知其冤，再杀死了唯犁当户。